# NGC 5734
NGC 5734 este o emission-line galaxy⁠(d) situată în constelația Balanța. A fost descoperită în 1885 de către Francis Leavenworth. Se află la o distanță de 58 de megaparseci de Pământ.